# Sothrieth
Die Sothrieth ist ein 10,0 Kilometer langer Bach in der Südheide (Niedersachsen). 

## Name
Der Name leitet sich vom altsächsischen Wort soth für „(Fleisch)brühe“ und dem mittelniederdeutschen rīde „Graben, Bach, Rinnsal“ ab.

## Geographie

### Verlauf
Sie bildet sich in einem Teichgebiet nordwestlich von Unterlüß und fließt, weitgehend in naturbelassenem feuchtem Waldgebiet, in nordwestlicher Richtung an dem Gehöft Altensothrieth vorbei. Hier wurde der Bach früher mal umgeleitet, um einigen Fischteichen Wasser zu liefern. Diese sind allerdings schon lange verlandet. Es hat sich teilweise ein natürlicher, sumpfiger Bruchwald gebildet. Danach durchschneidet die Sothrieth das ehemalige Kieselgur-Abbaugebiet bei Oberohe und Neuohe, fließt durch die zur Gemeinde Faßberg gehörenden Ortschaften Niederohe und Gerdehaus und vereinigt sich südlich von Faßberg mit der Schmarbeck zum Landwehrbach, der nach 2,8 km nördlich von Müden in die Örtze mündet.

### Nebenflüsse

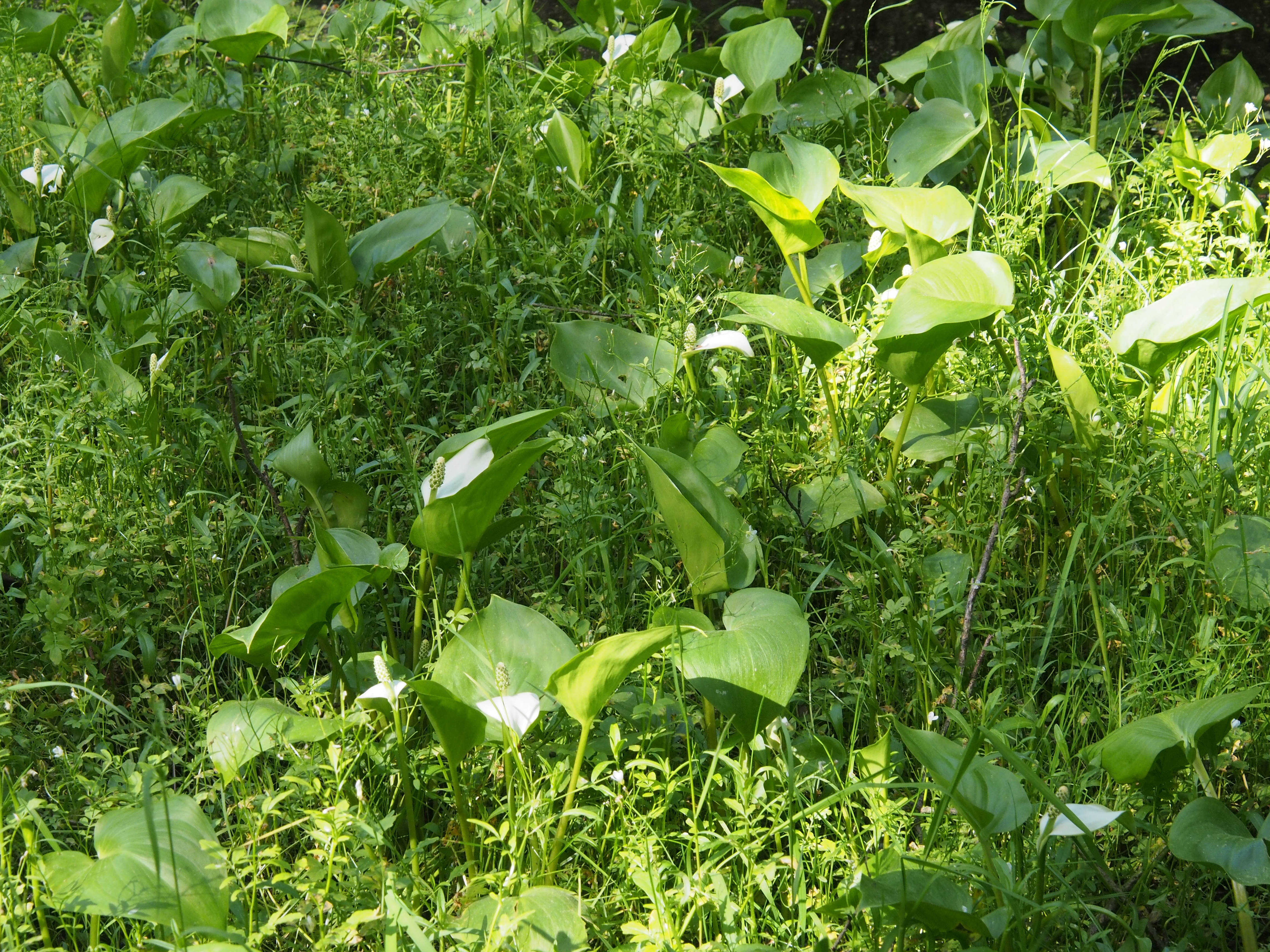
Sumpf-Calla im Uferbereich
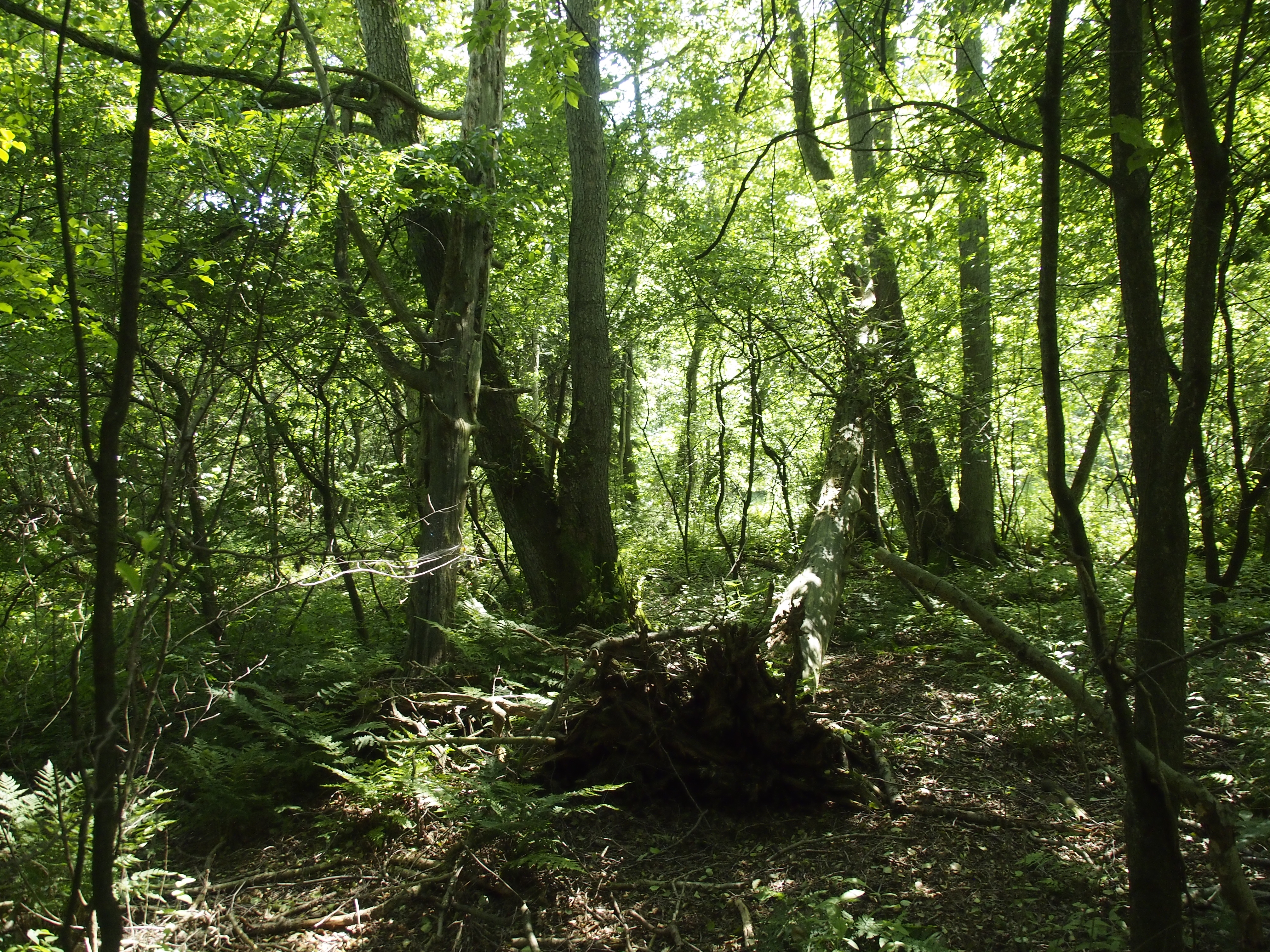
Bruchwald an der Sothrieth
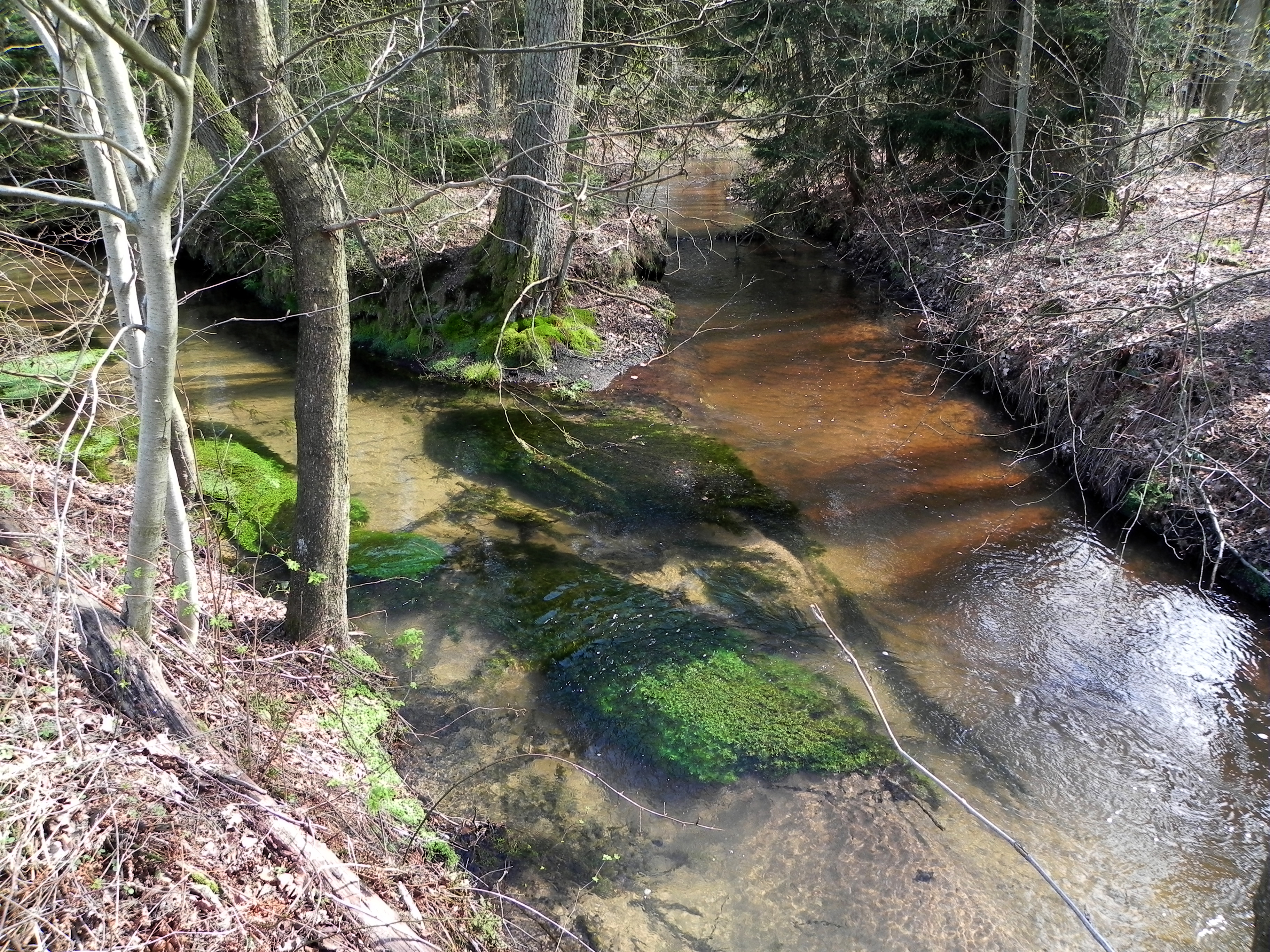
Zusammenfluss von Sothrieth (rechts) und Schmarbeck

## Flora und Fauna
Die seltene Sumpf-Calla (Calla palustris), die auf der Roten Liste der Farn- und Blütenpflanzen in der Kategorie 3 (gefährdet) eingestuft ist, wächst im Uferbereich des Baches.

## Geschichte

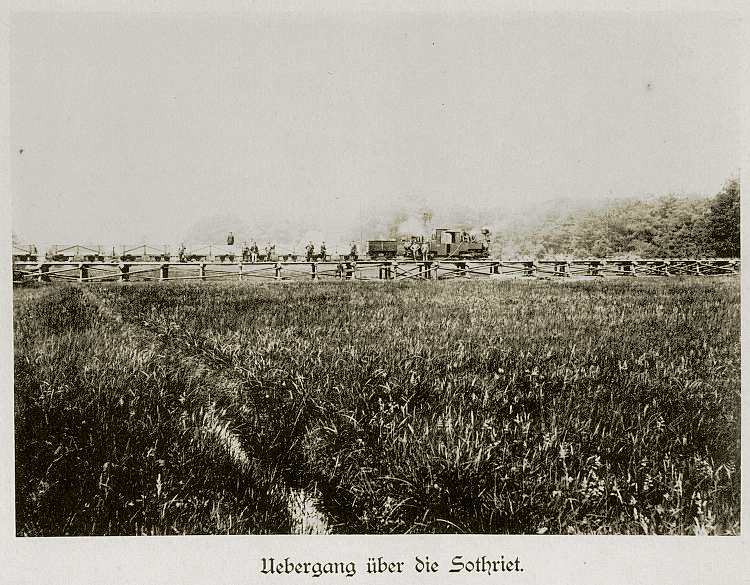
Bahnüberführung über die Sothrieth

1892 wurde im Rahmen der Feldbahnübung Uelzen–Celle eine Bahntrasse in einer Länge von rund 70 km  für eine Schmalspurbahn von Uelzen über Weesen nach Celle gebaut. Der Zweck der Übung war, zu erkunden, wie man im Kriegsfall Material mit einer Schmalspurbahn schnellstmöglich an die Front transportieren kann. Man wählte gerade diese Strecke, weil sie wenige Hindernisse aufwies und die Heidegegend abgeschieden lag. Anlässlich dieser Übung wurde eine Holzbrücke über die Sothrieth gebaut.

## Gewässergüte
Zwischen Altensothrieth und Gerdehaus (hier liegt ein Campingplatz am Ufer (z. Zt. geschlossen)) und am Zusammenfluss mit der Schmarbeck (hier ist das Faßberger Klärwerk) hat die Sothrieth nur die Gewässergüte Klasse II–III (kritisch belastet). Ansonsten hat der Bach die Güteklasse II (mäßig belastet).

## Archäologischer Fund
Auf einer Anhöhe in Ufernähe des Baches wurde im Januar 1900 beim Anlegen einer Sandgrube ein Brandgrab, das sogenannte „Reitergrab von Hankenbostel“, entdeckt.